# Герб Лискинского района
Герб Лискинского района — официальный символ административно-территориальной единицы (района) и муниципального образования (муниципальный район) Лискинский район Воронежской области Российской Федерации. Герб утверждён решением Совета народных депутатов Лискинского муниципального района №60 от 5 сентября 2006 года, внесён в регистр геральдической комиссии при губернаторе Воронежской области под №42. Внесён в Государственный геральдический регистр Российской Федерации под регистрационным номером 2493.

## Описание и символика
Официально описание герба гласит:
В зелёном поле над лазоревой волнисто выщербленной оконечностью золотая, обременённая червлёной с серебряным кончиком хвоста лежащей и обернувшейся прямо лисицей, — гора, на склонах которой две серебряные скалы, левая из которых выше и имеет чёрную пещеру.
В основу символов герба легли природные особенности края — меловые холмы Дивногорья, река Дон, а также фигура лисёнка, которая напоминает о предположении, что название города произошло из-за наличия в прошлом большого количества лис в его округе.
Авторская группа: обоснование символики — А.Н. Юрасов (г. Воронеж); идея герба — П.П. Сукачёв; художник и компьютерный дизайн — Александр Аникеев (г. Лиски).

## История
Герб Лискинского муниципального района утверждён решением Совета народных депутатов Лискинского муниципального района от 07.04.2006 года за № 11. Направлен на регистрацию в апреле 2006 года для внесения в Государственный геральдический регистр Российской Федерации. Приняты поправки в геральдическое свидетельство 05.09.2006 года решение № 60. Внесён в Государственный геральдический регистр Российской Федерации под № 2493. Протокол государственной регистрации № 33д от 31.10.2006 года (город Санкт-Петербург). Герб Лискинского муниципального района внесён в регистр геральдической комиссии при губернаторе Воронежской области в мае 2007 года под № 42.